# Saint-Michel-sur-Rhône
Pour les articles homonymes, voir Saint-Michel.
Saint-Michel-sur-Rhône est une commune française située dans le département de la Loire en région Auvergne-Rhône-Alpes.

## Géographie

### Situation et description
Saint-Michel-sur-Rhône est située dans l'aire urbaine de Vienne et dans son unité urbaine.

### Communes limitrophes
|        | Vérin                  |                      |
| Chuyer | Saint-Michel-sur-Rhône | Saint-Clair-du-Rhône |
|        | Chavanay               |                      |

### Climat
Pour des articles plus généraux, voir Climat d'Auvergne-Rhône-Alpes et Climat de la Loire.
En 2010, le climat de la commune est de type climat océanique altéré, selon une étude du Centre national de la recherche scientifique s'appuyant sur une série de données couvrant la période 1971-2000. En 2020, Météo-France publie une typologie des climats de la France métropolitaine dans laquelle la commune est dans une zone de transition entre le climat semi-continental et le climat de montagne et est dans la région climatique Nord-est du Massif Central, caractérisée par une pluviométrie annuelle de 800 à 1 200 mm, bien répartie dans l’année.
Pour la période 1971-2000, la température annuelle moyenne est de 12 °C, avec une amplitude thermique annuelle de 17,8 °C. Le cumul annuel moyen de précipitations est de 800 mm, avec 8,6 jours de précipitations en janvier et 6 jours en juillet. Pour la période 1991-2020, la température moyenne annuelle observée sur la station météorologique de Météo-France la plus proche, « Reventin », sur la commune de Reventin-Vaugris à 8 km à vol d'oiseau, est de 12,9 °C et le cumul annuel moyen de précipitations est de 775,7 mm,. Pour l'avenir, les paramètres climatiques de la commune estimés pour 2050 selon différents scénarios d'émission de gaz à effet de serre sont consultables sur un site dédié publié par Météo-France en novembre 2022.

### Hydrographie
La partie d'orientale du territoire communal est bordée par le Rhône.

## Urbanisme

### Typologie
Au 1er janvier 2024, Saint-Michel-sur-Rhône est catégorisée commune rurale à habitat dispersé, selon la nouvelle grille communale de densité à sept niveaux définie par l'Insee en 2022.
Elle appartient à l'unité urbaine de Vienne, une agglomération inter-départementale regroupant 25  communes, dont elle est une commune de la banlieue,,. Par ailleurs la commune fait partie de l'aire d'attraction de Lyon, dont elle est une commune de la couronne,. Cette aire, qui regroupe 397 communes, est catégorisée dans les aires de 700 000 habitants ou plus (hors Paris),.

### Occupation des sols
L'occupation des sols de la commune, telle qu'elle ressort de la base de données européenne d’occupation biophysique des sols Corine Land Cover (CLC), est marquée par l'importance des territoires agricoles (83,5 % en 2018), en augmentation par rapport à 1990 (77,7 %). La répartition détaillée en 2018 est la suivante : 
zones agricoles hétérogènes (70 %), cultures permanentes (9,9 %), forêts (5,8 %), zones urbanisées (5,7 %), terres arables (3,6 %), eaux continentales (2,8 %), milieux à végétation arbustive et/ou herbacée (2,2 %). L'évolution de l’occupation des sols de la commune et de ses infrastructures peut être observée sur les différentes représentations cartographiques du territoire : la carte de Cassini (XVIIIe siècle), la carte d'état-major (1820-1866) et les cartes ou photos aériennes de l'IGN pour la période actuelle (1950 à aujourd'hui).

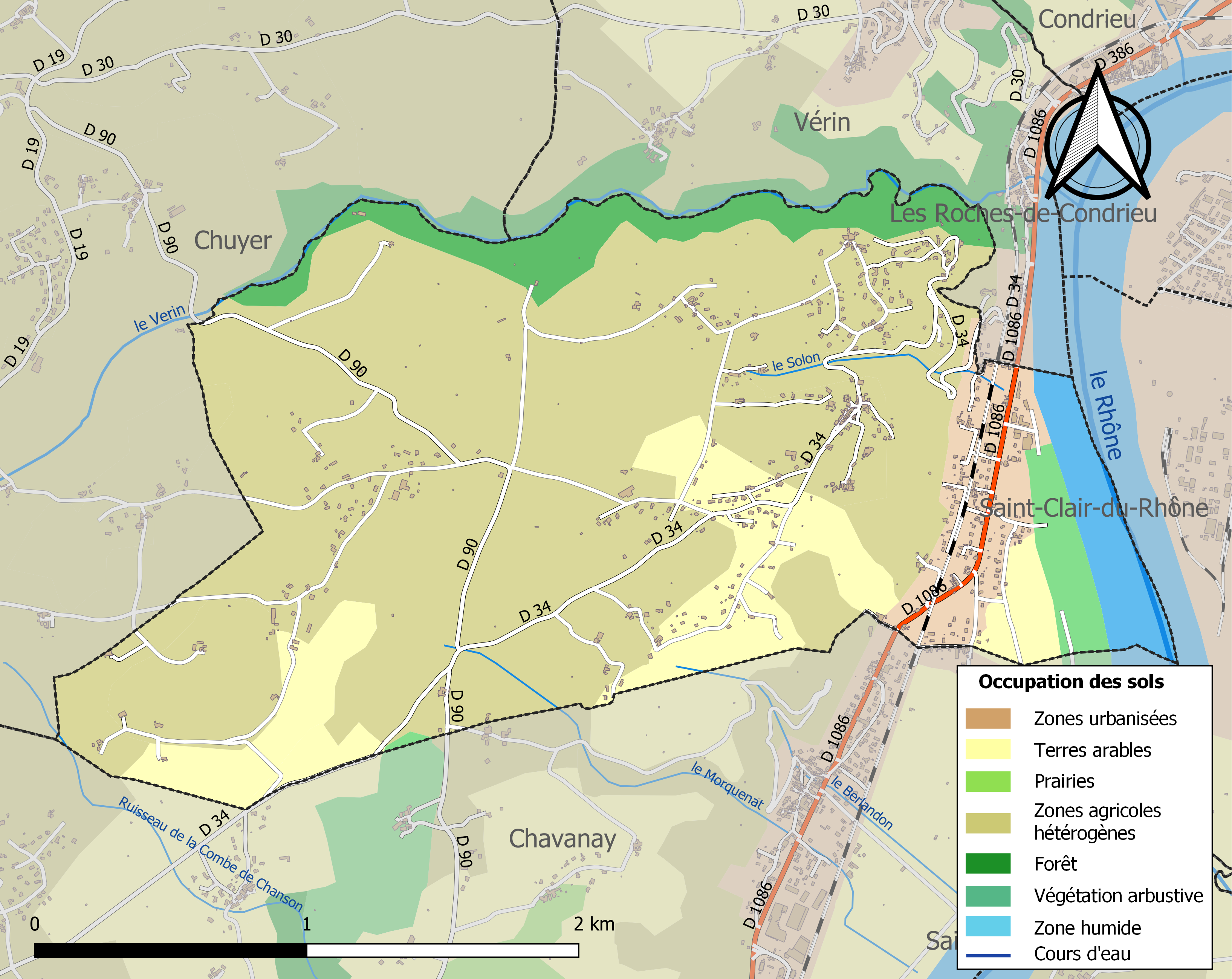
Carte des infrastructures et de l'occupation des sols de la commune en 2018 (CLC).

## Politique et administration
| Période                                  | Période    | Identité           | Étiquette | Qualité   |
| ---------------------------------------- | ---------- | ------------------ | --------- | --------- |
| Les données manquantes sont à compléter. |            |                    |           |           |
| 1946                                     | après 1981 | Joannès Marthoud   |           |           |
| ?                                        | mars 2001  | M. Remilleux       |           |           |
| mars 2001                                | mars 2008  | Alain Serpollier   |           |           |
| mars 2008                                | mars 2014  | Jacky Durieux      |           |           |
| mars 2014                                | En cours   | Jean-Louis Poletti |           | Ingénieur |

## Population et société

### Démographie
L'évolution du nombre d'habitants est connue à travers les recensements de la population effectués dans la commune depuis 1793. Pour les communes de moins de 10 000 habitants, une enquête de recensement portant sur toute la population est réalisée tous les cinq ans, les populations de référence des années intermédiaires étant quant à elles estimées par interpolation ou extrapolation. Pour la commune, le premier recensement exhaustif entrant dans le cadre du nouveau dispositif a été réalisé en 2004.

En 2022, la commune comptait 872 habitants, en évolution de +7,52 % par rapport à 2016 (Loire : +1,32 %, France hors Mayotte : +2,11 %).
| 1793 | 1800 | 1806 | 1821 | 1831 | 1836 | 1841 | 1846 | 1851 |
| ---- | ---- | ---- | ---- | ---- | ---- | ---- | ---- | ---- |
| 964  | 592  | 814  | 882  | 824  | 829  | 818  | 798  | 861  |

| 1856 | 1861 | 1866 | 1872 | 1876 | 1881 | 1886 | 1891 | 1896 |
| ---- | ---- | ---- | ---- | ---- | ---- | ---- | ---- | ---- |
| 765  | 694  | 695  | 650  | 649  | 520  | 436  | 432  | 453  |

| 1901 | 1906 | 1911 | 1921 | 1926 | 1931 | 1936 | 1946 | 1954 |
| ---- | ---- | ---- | ---- | ---- | ---- | ---- | ---- | ---- |
| 445  | 418  | 398  | 360  | 327  | 349  | 329  | 283  | 308  |

| 1962 | 1968 | 1975 | 1982 | 1990 | 1999 | 2004 | 2006 | 2009 |
| ---- | ---- | ---- | ---- | ---- | ---- | ---- | ---- | ---- |
| 307  | 299  | 344  | 503  | 613  | 637  | 744  | 741  | 756  |

| 2014 | 2019 | 2022 | - | - | - | - | - | - |
| ---- | ---- | ---- | - | - | - | - | - | - |
| 810  | 856  | 872  | - | - | - | - | - | - |

## Lieux et monuments
- Église Saint-Michel, du XIIIe et du XVIIe siècle.

## Viticulture
- Chateau-grillet.